# Lysiosquilla capensis
Lysiosquilla capensis is een bidsprinkhaankreeftensoort uit de familie van de Lysiosquillidae. De wetenschappelijke naam van de soort is voor het eerst geldig gepubliceerd in 1895 door Hansen.